# Riccardo Rossi (Politiker)
Riccardo Rossi (* 14. Oktober 1901 in Stabio; † 4. Juli 1986 in Mendrisio) war ein Schweizer Anwalt, Politiker, Tessiner Grossrat und Schweizer Nationalrats der Christlichdemokratischen Volkspartei (CVP).

## Biografie
Riccardo Rossi wurde als Sohn des Anwalts und Appellationsgerichts Felice Rossi von Arzo (heute Gemeinde Mendrisio) und der Climene Gaslini geboren. Nach dem Kollegium in Sarnen studierte er Rechtswissenschaften in der Universität Freiburg und erwarb eine Lizenz (1923) sowie eine Zulassung als Rechtsanwalt und Notar (1926). In Mendrisio eröffnete er dann seine eigene Kanzlei.
Als führendes Mitglied der konservativen demokratischen Partei war er Kommandant seines Jugendorgans, der Guardia Luigi Rossi (1926–1930, 1933–1936), Stadtrat der Gemeinden Capolago (1924) und Mendrisio (1932–1940, 1968–1970), Mitglied des Tessiner Grossrats (1926–1940) und des Nationalrates (1928, 1931–1940). Im Jahr 1940 trat er von allen politischen Ämtern zurück und übernahm die Leitung der Filiale der Schweizerischen Nationalbank (SNB) in Lugano. 
Er war einer der Förderer (1931) und Ausschussmitglied (bis 1965) der Radiogesellschaft der italienischen Schweiz (RSI). Er war Mitglied des Zentralausschusses der SRG und verschiedener Kommissionen innerhalb der Europäischen Rundfunkunion.